# Кълъмбъс (Джорджия)
Вижте пояснителната страница за други значения на Колумбус.
Кълъмбъс (на английски: Columbus, в превод Колумб) e град, окръжен център на окръг Мъскогий в щата Джорджия, САЩ.
Градът е с население от 194 058 жители (по приблизителна оценка за 2017 г.), което го прави 3-ти по население в щата му. Има площ от 572 кв. км. Намира се в часова зона UTC-5 в западната част на щата.
Пощенските му кодове са 31820, 31829, 31900 – 09, 31914, 31917, 31993 – 94, 31997 – 99.

## Личности
Родени в Кълъмбъс
- Робърт Уиншип Удръф (1889 – 1985), бизнесмен
- Дейвид Уокър (1944 – 2001), астронавт